# Чемпіонат Італії з футболу 1900
В 1900 проходив третій чемпіонат Італії з футболу. В чемпіонаті брали участь 6 команд. Матчі проходили з 4 березня по 22 квітня. Дженоа стала чемпіоном турніру втретє.
| Чемпіонат Італії з футболу 1900 |
| ------------------------------- |
| «Дженоа» 3-й титул              |

## Учасники

### Діючий чемпіон
- Дженоа

### Претенденти

#### П'ємонт
- Гіннастіка
- Торінезе
- Інтернаціонале (Турин)

#### Ломбардія
- Мілан

## Турнір

### Перший раунд

#### Лігурія
| 08.04.1900 |

| Генуя | 7-0 | Самп'єрдаренезе |
| ----- | --- | --------------- |
| ???   |     |                 |

| Понте Каррега, Генуя Глядачів: ? Арбітр: ? |

За результатом матчу команда-переможець відразу потрапила до фіналу.

#### П'ємонт
| М | Команда    | І | В | Н | П | МЗ | МП | РМ | О | Кваліфікація або пониження в класі |
| - | ---------- | - | - | - | - | -- | -- | -- | - | ---------------------------------- |
| 1 | Торінезе   | 4 | 4 | 0 | 0 | 8  | 2  | +6 | 8 | Другий раунд                       |
| 2 | Ювентус    | 4 | 2 | 0 | 2 | 5  | 3  | +2 | 4 |                                    |
| 3 | Гіннастіка | 4 | 0 | 0 | 4 | 1  | 9  | −8 | 0 |                                    |

##### Результат
| Команда 1  | Рахунок | Команда 2  |
| ---------- | ------- | ---------- |
| Торінезе   | 3-1     | Гіннастіка |
| Ювентус    | 0-1     | Торінезе   |
| Гіннастіка | 0-2     | Ювентус    |
| Гіннастіка | 0-2     | Торінезе   |
| Ювентус    | 2-0     | Гіннастіка |
| Торінезе   | 2-1     | Ювентус    |

#### Ломбардія
ФК «Мілан» зареєструвався під час змагання, тому був прийнятий відразу на 2-й раунд.

## Другий раунд
| 15.04.1900 |

| Торінезе | 3-0 | Мілан |
| -------- | --- | ----- |
| Босіо    |     |       |

| Velodromo Umberto I, Турин Арбітр: де Руте |

## Фінал
| 22.04.1900 |

| Торінезе | 1-3 (дч) | Дженоа                |
| -------- | -------- | --------------------- |
| Вебер    |          | Генман Агар Боккиардо |

| Velodromo Umberto I, Турин Арбітр: Едвард Доббі |